# Typhlosyrinx panamica
Typhlosyrinx panamica é uma espécie de gastrópode do gênero Typhlosyrinx, pertencente a família Raphitomidae.